# 大阪府泉北府民センター

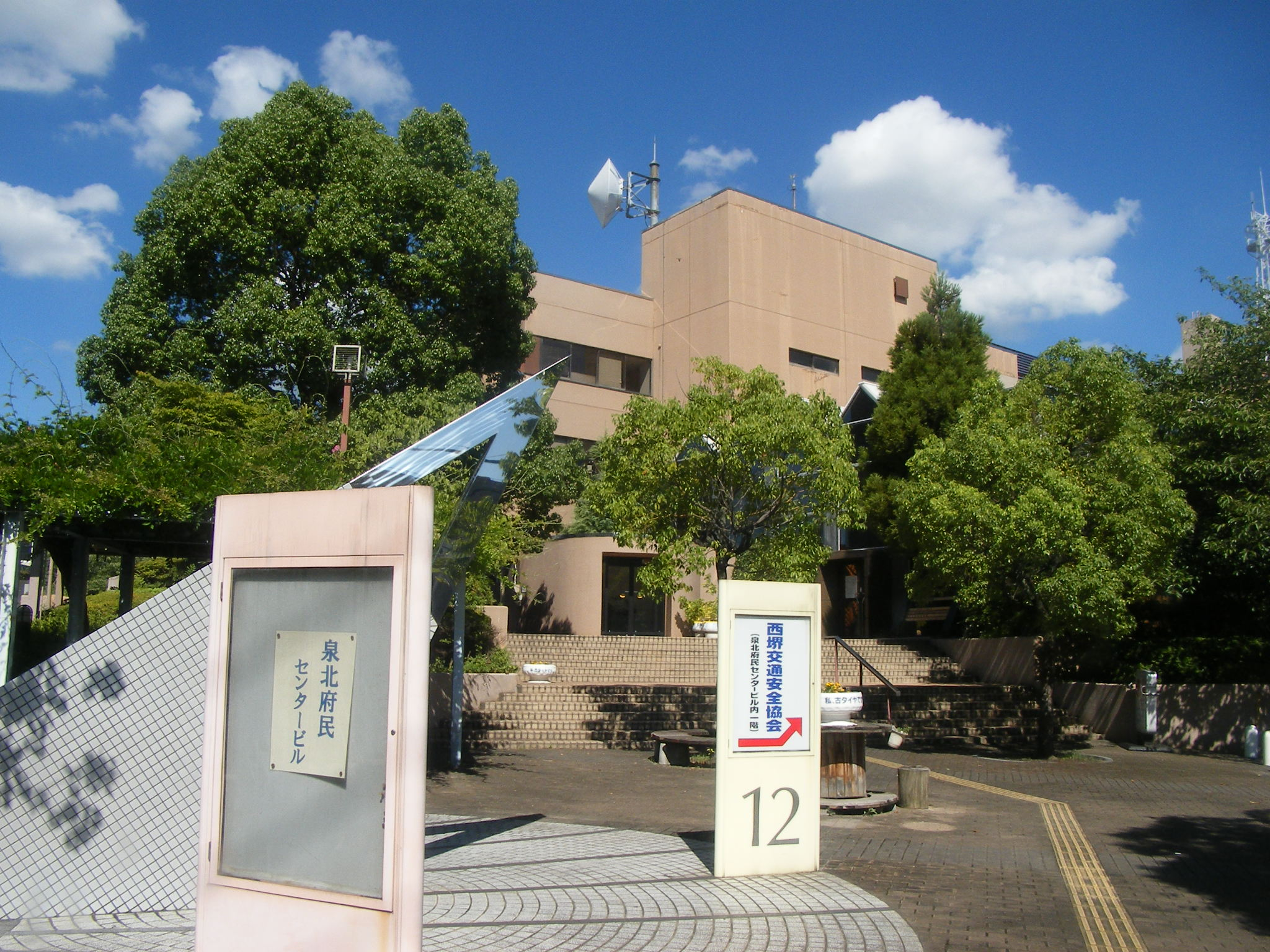
大阪府泉北府民センター（H22.8.6撮影）

大阪府泉北府民センター（おおさかふせんぼくふみんセンター）は、大阪府堺市西区鳳東町4丁390-1に所在する、大阪府の行政施設。

## 概要
- 窓口業務など地域ごとに行ったほうが効率のよい業務を担当する出先機関が入居している。近傍には大阪府西堺警察署、堺市消防局西消防署、堺市西区役所がある。

### 入居する主な出先機関
- 鳳土木事務所
  - 他に大阪府土地開発公社鳳支所、財団法人堺市福祉サービス公社、西堺交通安全協会も入居している。

### 入居しない出先機関
- 泉北府税事務所 - 堺市堺区中安井町3丁4-1に所在
- 和泉保健所 - 和泉市府中町6丁目12-3に所在
  - 2010年3月まで泉州農と緑の総合事務所堺分室が入居していたが、現在は大阪府泉南府民センターの泉州農と緑の総合事務所へ統合されている。

## 管轄市町村
- 大阪府泉北地域にあたる下記の4市1町。
  - 堺市
  - 泉大津市
  - 和泉市
  - 高石市
  - 忠岡町